# Manuel Frasquilho
Manuel Alcindo Antunes Frasquilho Nasceu a 28 de julho de 1938 na Póvoa de S. Miguel, Moura e Morreu a 8 de agosto de 2015, em Lisboa, foi político português.

## Biografia
Doutorado. Desempenhou várias cargos executivos na área de transportes públicos. Serviu, em diferentes momentos, como presidente da Administração do Porto de Lisboa, presidente do Metropolitano de Lisboa, e presidente do conselho de administração de Comboios de Portugal. Ganhou o epíteto de turbo-gestor pela imprensa portuguesa depois de expandir significamente o Metropolitano de Lisboa, ao mesmo tempo reduzindo os seus custos operacionais.

## Vida pessoal
Foi Casado com Maria Adélia de Secca da Silva Reis Frasquilho, teve duas filhas Ana Teresa de Secca Reis Antunes Frasquilho e Rita Maria de Secca Reis Antunes Frasquilho. Era tio de Miguel Frasquilho, Presidente do Conselho de Administração da TAP - Transportes Aéreos Portugueses e de Hélder Fragueiro Antunes, tecnologista luso-americano.